# Freja (satellit)
För andra betydelser, se Freja (olika betydelser).

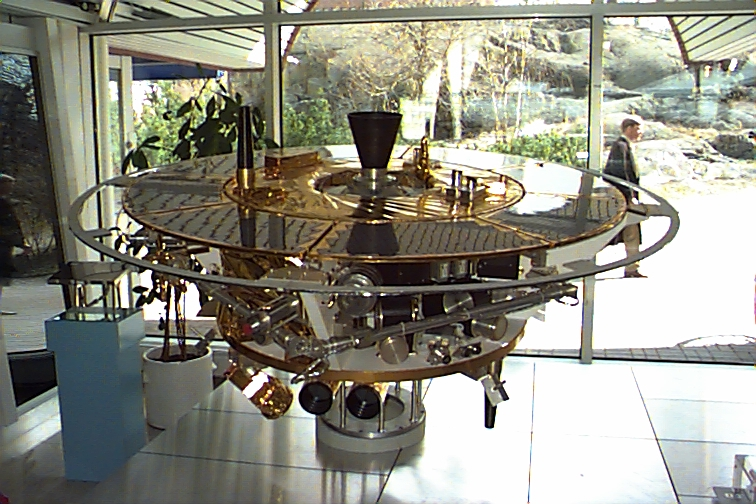
Fullskalemodell av Freja, fotograferad i entrén till Rymdbolaget i Solna. I rymden hölls ovansidan med solpanelerna hela tiden riktad mot solen. I mitten av ovansidan syns en av raketdysorna för banmanövrer. Den andra svarta tingesten på ovansidan är en antenn för kommunikation med marken. Under ovansidan syns olika vetenskapliga instrument.

Freja är en svensk satellit för rymdfysikforskning, utvecklad av Rymdbolaget och uppsänd från Kina. Freja var i drift 1992-1996.

## Uppsändning
Freja sköts den 6 oktober 1992 upp med en raket av typen Chang Zheng 2C (CZ-2C) från den kinesiska rymdhamnen Jiuquans satellituppskjutningscenter.  

## Forskning och resultat
Freja användes för undersökning av magnetosfären och den övre jonosfären. Svenska, tyska, kanadensiska och amerikanska rymdfysiker ledde utvecklingen och driften av instrumenten, men även franska, norska och finska forskare deltog. Instrumenten mätte laddade partiklar (elektroner och joner) samt elektriska och magnetiska fält. Dessutom fanns instrument för optisk återgivning av polarsken.
Före uppsändningen befarades Frejas låga inklination (63 grader) innebära att möjligheterna till studier av polarsken skulle vara små. Det visade sig vara tvärtom: banan gick under lång tid parallellt med norrskensovalen i väst-östlig led istället för att snabbt korsa den i nord-sydlig led, som satelliter i polär bana gör. En större del av banan än normalt tillbringades därför i den vetenskapligt intressantaste delen.
Forskning från Freja har hittills resulterat i mer än 150 forskningsartiklar. Några axplock ur forskningen:
- Jonutflöden. Sedan tidigare var det välkänt att jorden förlorar omkring 1 kg syre per sekund genom utflöden från jonosfären. Freja kunde visa att olika typer av bredbandiga vågor orsakade dessa utflöden[4][5], samt att en del av dessa bredbandiga vågor i själva verket var mer eller mindre stationära strukturer eller lågfrekventa Alfvénvågor i rymdplasmat som Dopplerförskjutits till högre frekvenser genom satellitens rörelse[6].
- Svart norrsken. Norrskenet vi ser på himlen orsakas av elektroner som kommer ner med hög fart mot jonosfären i områden där uppåtriktade elektriska strömmar flödar. Dessa strömmar sluts genom andra områden med nedåtriktade strömmar, där elektronerna flödar uppåt. Dessa områden blir därför helt tomma på norrsken och är svartare än omgivningen, varav namnet "svart norrsken". Freja kunde visa att dessa områden sammanhängde med divergerande elektriska fält[7].
- Självstrukturering. Ett plasma kan under vissa omständigheter strukturera sig självt på olika sätt. Ett sådant sätt, så kallade lägre-hybrid-kaviteter, studerades noga med Freja[8]. Man kunde förstå hur dessa gropar i rymden fylldes med vågor[9] och visa att de inte (som tidigare föreslagits) var viktiga för jonutflöden från jorden, men att de var mycket vanliga och relativt långlivade fenomen.

## Vetenskapliga instrument
- (F1) Elektriska fält, KTH, Sverige.
- (F2) Magnetiska fält, Applied Physics Laboratory/Johns Hopkins University, USA.
- (F3C) Kallt plasma, National Research Council of Canada, Kanada.
- (F3H) Joner och elektroner, Institutet för rymdfysik, Kiruna, Sverige.
- (F4) Vågor och plasmatäthet, Institutet för rymdfysik, Uppsala, Sverige.
- (F5) Optiskt instrument för polarsken, University of Calgary, Kanada
- (F6) Elektrostråleinstrument, Max Planck-institutet, Tyskland
- (F7) Partikelkorrelator, Max Planck-institutet, Tyskland

## Utförande, bana och drift

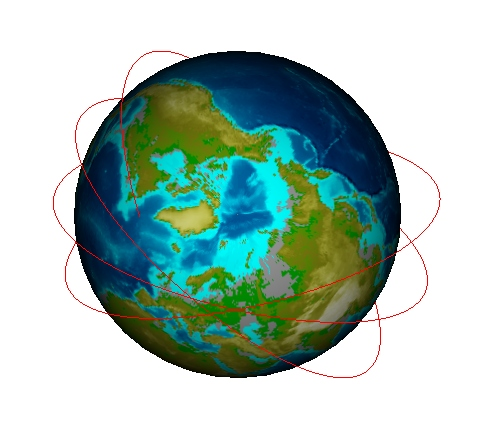
Frejas bana under 6 timmar från kl 00:00 UT den 21 mars 1994. Att banan ser ut att vrida sig beror på att jorden roterar.

Freja är en cirkulär satellit med en diameter på 2,2 meter och en vikt av 214 kg. Banan låg mellan 601 och 1756 kilometers höjd i 63 graders inklination. Satelliten kontrollerades via Rymdbolagets markstation Esrange i Kiruna . För att öka mängden mätdata sändes dessa ned till markstationer även i Prince Albert i Kanada och vid den sydafrikanska basen Sanae i Antarktis. Unikt i rymdsammanhang var att forskarna kunde ansluta till kontrollen på Esrange via telnet och själva sända kommandon till sina instrument ombord utan hjälp av satellitoperatörer.
Efter fyra år bröts kontakten med Freja den 14 oktober 1996 klockan 20:30 UTC. Frejas planerade driftlängd var ett år. Man tror att satelliten blivit utsatt för hög strålning som så småningom gjorde att denna slutade att svara på kommandon .

## Finansiering
Uppsändningsraketens huvuduppgift var att sända upp en kinesisk satellit, så Freja utnyttjade utrymme som så att säga blivit över, vilket bidrog till den förhållandevis låga kostnaden för projektet. Satellitens totalkostnad, exklusive kostnader för forskningsutrustningen, beräknas till 19 miljoner US dollar. Freja finansierades med skattemedel via Rymdstyrelsen, donationer från Wallenbergstiftelsen och cirka 25% kom från det statliga tyska ministeriet för vetenskap och teknologi.